# 很久以後的未來
《很久以后的未来》（英語：My Mini-me and Me）是新加坡新傳媒私人有限公司2021年的电视剧，由徐彬、姚懿珊、徐鸣杰、美心领衔主演。

## 播出时间

### 首播
| 頻道                    | 所在地   | 首播日期      | 播出時間                 | 備註                       |
| ----------------------- | -------- | ------------- | ------------------------ | -------------------------- |
| meWatch                 | 新加坡   | 2021年8月2日  | 每周 更新五集            |                            |
| 新传媒8频道             | 新加坡   | 2021年8月2日  | 星期一至五 21:00 - 22:00 |                            |
| Astro AEC、Astro AEC HD | 马来西亚 | 2021年10月8日 | 星期一至五 20:30 - 21:30 |                            |
| 澳視澳門台              | 澳門     | 2024年11月4日 | 星期一至四 20:01 - 20:50 | 華語原聲播出，不設粵語配音 |

## 故事概要
32岁的张震东总觉得人生到了瓶颈。一晚，自称是12岁，穿越时空的他出现在家门口。小震东的出现把他的生活搞得乱七八糟，震东既要学会怎么照顾一个小孩，也必须保护小震东的真实身份。二人在途中必须更了解彼此，好让他们找到穿梭时空的办法，把小震东送回准确的时空，同事间阻止改变震东命运的那一天。

## 演员阵容

### 主要演员
| 演员           | 角色   | 介绍 |
| 徐彬           | 张震东 | 葉心靖之小学同学兼邻居兼男友 沈佳怡之小学同学兼初恋男友 伍世雄之小学同学兼情敌 12歲時朝氣蓬勃、古靈精怪、有理想，但是長大成人以後卻變得頹廢、平庸、窩囊，是大家眼中的失敗者，直到遇到穿越到現代的小時候的自己，命運開始有了改變…… 1999年11月11日那天，小時候的自己因捉弄老師而不願向父母認錯，負氣離家出走，意外穿越時空，來到20年後的未來，身上一直帶著一枚懷錶，並遇到長大後的自己，和其相處久了，也覺得自己是時候做出改變 |
| 黄企健（童年） | 张震东 | 葉心靖之小学同学兼邻居兼男友 沈佳怡之小学同学兼初恋男友 伍世雄之小学同学兼情敌 12歲時朝氣蓬勃、古靈精怪、有理想，但是長大成人以後卻變得頹廢、平庸、窩囊，是大家眼中的失敗者，直到遇到穿越到現代的小時候的自己，命運開始有了改變…… 1999年11月11日那天，小時候的自己因捉弄老師而不願向父母認錯，負氣離家出走，意外穿越時空，來到20年後的未來，身上一直帶著一枚懷錶，並遇到長大後的自己，和其相處久了，也覺得自己是時候做出改變 |
| 姚懿珊         | 沈佳怡 | 張震東之小學同學兼初戀女友 伍世雄之小學同學兼女友 葉心靖之小學同學 12歲時就被小震東和小世雄同時暗戀，結果長大以後不僅成爲網絡銷售平臺Estrand的創辦人，還成爲世雄的女朋友 |
| 余欣平（童年） | 沈佳怡 | 張震東之小學同學兼初戀女友 伍世雄之小學同學兼女友 葉心靖之小學同學 12歲時就被小震東和小世雄同時暗戀，結果長大以後不僅成爲網絡銷售平臺Estrand的創辦人，還成爲世雄的女朋友 |
| 徐鳴傑         | 伍世雄 | 沈佳怡的小學同學兼男友 張震東的小學同學兼情敵 葉心靖的小學同學 12歲時雖爲震東的朋友，但不被震東在乎而一度自卑，一次涉嫌在科學室縱火（后證實是被20年後的自己唆使），差點引發火災，還誣陷震東，之後因賽跑而摘得冠軍，從此人生大轉變…… 20年后已經是一名意氣風發的律師，還爲了達到目的不擇手段，之後意外發現兩個震東的事，為避免自己的命運被改寫而介入了此事…… |
| 陳峻賀（童年） | 伍世雄 | 沈佳怡的小學同學兼男友 張震東的小學同學兼情敵 葉心靖的小學同學 12歲時雖爲震東的朋友，但不被震東在乎而一度自卑，一次涉嫌在科學室縱火（后證實是被20年後的自己唆使），差點引發火災，還誣陷震東，之後因賽跑而摘得冠軍，從此人生大轉變…… 20年后已經是一名意氣風發的律師，還爲了達到目的不擇手段，之後意外發現兩個震東的事，為避免自己的命運被改寫而介入了此事…… |
| 美心           | 葉心靖 | 張震東的小學同學兼鄰居兼女友 沈佳怡和伍世雄的小學同學 下有弟弟和妹妹，童年時期遭家暴，又家境貧寒，曾受過世雄的恩惠和震東的保護，一次為避免父親繼續爛賭而偷走身上的懷錶並丟棄在草叢堆，間接讓震東穿越時空來到20年後…… 20年后，父親坐牢而被羅偉收留，長大以後成爲震東所住的組屋的管理員，為人野蠻霸道，甚麼都要斤斤計較，連震東都怕她三分，也會武功 平時幫人排隊佔位或當送餐員，幾乎甚麼樣的工作都接，之後曾在世雄的幫助下到一間健身館兼職，但因知道世雄幫涉嫌家暴的Jackie打官司而與其爭執，最後被健身館的負責人開除。与震东成为了男女友,在最后的历史改变之后,她的一切经改变。 |
| 陳卓琳（童年） | 葉心靖 | 張震東的小學同學兼鄰居兼女友 沈佳怡和伍世雄的小學同學 下有弟弟和妹妹，童年時期遭家暴，又家境貧寒，曾受過世雄的恩惠和震東的保護，一次為避免父親繼續爛賭而偷走身上的懷錶並丟棄在草叢堆，間接讓震東穿越時空來到20年後…… 20年后，父親坐牢而被羅偉收留，長大以後成爲震東所住的組屋的管理員，為人野蠻霸道，甚麼都要斤斤計較，連震東都怕她三分，也會武功 平時幫人排隊佔位或當送餐員，幾乎甚麼樣的工作都接，之後曾在世雄的幫助下到一間健身館兼職，但因知道世雄幫涉嫌家暴的Jackie打官司而與其爭執，最後被健身館的負責人開除。与震东成为了男女友,在最后的历史改变之后,她的一切经改变。 |

### 張家
| 演员   | 角色 | 介绍 |
| 唐育書 |      | 張震東之父親 20年前因交通意外而去世，直到震東和小震東回到原有的時代，改變歷史，而沒有發生意外 |
| 郭蕙雯 |      | 張震東之母親 20年前因交通意外而去世，直到震東和小震東回到原有的時代，改變歷史，而沒有發生意外 |
| 劉詩璇 |      | 張震東之祖母 喜愛打麻將，時不時和老朋友們一起下桌打，就連小震東不阿陪坐就是也一起陪打，一次為了幫小震東尋找羅曉婷的下落而靠著老朋友和社交圈的力量，成功尋獲，並見證羅偉父女的短暫重逢，深感欣慰 患有輕微的失智症 |

### 沈家
| 演员   | 角色    | 介绍 |
| 朱玉葉 | 林氏    | Matlida和沈佳怡之母親 較偏袒長女Matlida，而讓佳怡對姐姐產生心結 |
| 傅芳玲 | Matlida | 沈佳怡的姐姐 在亞洲擁有50多家店鋪的品牌創始人，業績也不斷達標，從小時候開始就從來不負母親的眾望，讓其對自己寄望深厚 一次對兩姐妹的訪談節目中，因經營生意的方式和理念不一致而一度針鋒相對，直到妹妹的網絡銷售平台的業績蒸蒸日上，讓其終於見識到妹妹的能力，而認同其，兩姐妹的心結亦解開 |
| 葉智强 |         | Matlida之丈夫 沈佳怡之姐夫 |
| 林慧欣 |         | Matlida之女兒 沈佳怡之外甥女 |

### 伍家
| 演员 | 角色 | 介绍         |
|      |      | 伍世雄之父親 |
|      |      | 伍世雄之母親 |

### 葉家
| 演员   | 角色   | 介绍 |
| 林偉文 | 叶天成 | 葉心靖之父親 酗酒、好毒，又家暴，20年前從羅偉手上偷走懷錶，本打算拿去當掉，籌錢繼續賭博，結果被女兒心靖偷走、丟棄 20年前因濫用毒品而坐牢，第四集出獄，並罹患重病，時日不多，想用本拿去還債的錢給心靖三姐弟，但被拒絕 第九集病逝 |

### 羅家
| 演员           | 角色   | 介绍 |
| 張信祥         | 羅偉   | 張震東的房東、曉婷之父親 多年前從父親手中繼承家傳懷錶，但違背禁止濫用的諾言，多次依靠其穿越時空、致富，繼而連累妻兒被遺棄在1940年代（日治時期），就連懷錶也被人偷走，不僅成爲心中的陰影，亦導致他短暫性精神失常 第七至第八集從小震東身上尋回懷錶后，隨著女兒曉婷的下落已經尋獲，而打開心房，並將懷錶的真正功用告知震東，以便幫助小震東回到過去 |
| 王勇畯（童年） | 羅偉   | 張震東的房東、曉婷之父親 多年前從父親手中繼承家傳懷錶，但違背禁止濫用的諾言，多次依靠其穿越時空、致富，繼而連累妻兒被遺棄在1940年代（日治時期），就連懷錶也被人偷走，不僅成爲心中的陰影，亦導致他短暫性精神失常 第七至第八集從小震東身上尋回懷錶后，隨著女兒曉婷的下落已經尋獲，而打開心房，並將懷錶的真正功用告知震東，以便幫助小震東回到過去 |
|                |        | 羅偉之妻子、羅曉婷之母親 |
| 林茹萍         | 羅曉婷 | 羅偉之女兒 1999年11月11日，全家不慎穿越時空，來到1942年（日治時期），結果一家三口中只有兩母子被滯留在該時代，還雙眼失明 如今是為建國一代的她，已經擁有一個幸福美滿的家庭，下有女兒和外孫，一次在海邊吹風和父親重逢。 |
| 杜德慧（童年） | 羅曉婷 | 羅偉之女兒 1999年11月11日，全家不慎穿越時空，來到1942年（日治時期），結果一家三口中只有兩母子被滯留在該時代，還雙眼失明 如今是為建國一代的她，已經擁有一個幸福美滿的家庭，下有女兒和外孫，一次在海邊吹風和父親重逢。 |
|                |        | 羅偉之父親 羅曉婷之祖父 多年前決定將家傳懷錶交託給兒子羅偉，並提醒、警戒他這支懷錶不只能讓自己得到一切，同時也能讓自己一無所有 |

### 太陽小學
| 演员           | 角色   | 介绍 |
| 黃家強         | Mr Ho  | 太陽小學的訓導主任，經常被小震東作弄，因而對其所作所為感到厭惡 20年過去了，雖然再次看到小震東，但似乎認不出小震東和現在的震東根本是同一個人                                |
| 孫文海         | 阿傑   | 太陽小學1999年學生 張震東的同班同學兼跟班 |
| 林泓延（童年） | 阿傑   | 太陽小學1999年學生 張震東的同班同學兼跟班 |
| 洪俊愷         | 大頭   | 太陽小學1999年學生 張震東的同班同學兼跟班 |
| 卓彤芝         | Alicia | 太陽小學2019年學生 Mel、Steve和小震東的同班同學 曾經作弄過小震東，但一次手機被Steve偷走而讓小震東有一次以德報怨的機會——從Steve手中把手機搶走，並歸還給她，漸漸對他開始改觀 |
| 陳宥蔥         | Mel    | 太陽小學2019年學生 Steve、Alicia和小震東的同班同學 |
| 黃蠱藝         | Steve  | 太陽小學2019年學生 Alicia、Mel和小震東的同班同學 經常跟小震東作對，一次抓到Alicia的把柄，以爲能讓她臣服于自己，但被小震東坏好事                                            |

### 時光協會
| 演员         | 角色   | 介绍                                                                         |
| 識科張優利雅 | 瀟灑   | 時光協會主席 想回到1995年9月17日，以便將本會遭遇車禍而死的寵物狗救出，但失敗 |
| 鄭荔分       | 圓圓   | 時光協會副主席 想回到2003年4月1日，以便挽回因失誤而失去的愛情，但失敗        |
| 何愛玲       | 蘑菇頭 | 時光協會秘書長 想回到2008年3月9日，以便能提早一年救治罹患癌症的母親，但失敗  |

### 其他演員
| 演员           | 角色      | 介绍 |
| 王昱清         | Jack Kan  | 廣告公司Trillion Ideas Studio的老闆 張震東、Mike和Linda的上司 Fred的上司兼舅舅 瞧不起震東，又抬舉外甥Fred，甚至還為不讓震東出席會議而支開其，還提早進行會議，最後不僅讓震東一氣之下辭職不幹，還因為羞辱震東而被痛揍一拳，震驚整間公司 |
| 黃健順         | Fred Chan | 張震東、Mike和Linda的同事 Jack的外甥 資歷比震東低，卻被舅舅Jack提拔為設計小組組長，也和舅舅一樣時常瞧不起震東，還為了不讓震東出位而和舅舅同流合污                                                                                     |
| 符芳錦         | Mike      | 張震東、Fred和Linda的同事 |
| 陳姿吟         | Linda     | 張震東、Fred和Mike的同事 |
| 王利秦         |           | 表店店主 為人脾氣暴躁，貪小便宜，只要一喝橙汁就會腹瀉 |
| 林志强         | 黃金      | 電影《很久以前的未來》導演兼主演 張震東和時光協會的偶像 當初是靠從羅偉身上偷來的許多來自以前的時代的珠寶，以及向研究學者請教關於穿越時空的事，而成功拍出這部電影                                                                      |
| 楊子文（青年） | 黃金      | 電影《很久以前的未來》導演兼主演 張震東和時光協會的偶像 當初是靠從羅偉身上偷來的許多來自以前的時代的珠寶，以及向研究學者請教關於穿越時空的事，而成功拍出這部電影                                                                      |
| 郭進豪         | Jackie    | 紅人 伍世雄的當事人 因涉嫌家暴而被控告，結果世雄替他打贏官司，並幫他提高名聲 |
|                | Jean      | Jackie之妻子 疑似遭到Jackie家暴而控告其，后敗訴 |
| 伍洛毅         | Remy      | 伍世雄之上司兼合夥人 |
| 陳定思         |           | 律師 |

## 轶事
- 此劇由於疫情反復，加上徐彬不慎患上骨痛熱症，導致需要治療、修養一段時間，一度影響拍攝進度。
- 此劇繼《富貴平安》後，姚懿珊和徐鳴傑再次合作。
- 此劇繼《復仇女王》和《我的女俠羅明依》後，徐彬和徐鳴傑再次合作。
- 此劇繼《118》後，姚懿珊和徐彬再次合作。
- 此劇繼《我的万里挑一》後，美心和徐鳴傑再次合作。
- 此劇沒有主題曲或插曲，也是目前第一部沒有電視劇歌曲的新加坡華語電視劇。

## 电视节目的变迁
| 新加坡 新傳媒8頻道 星期一至五 21:00-22:00 · （8月9日因播出国庆日特备电影，暂停播映一次） | 新加坡 新傳媒8頻道 星期一至五 21:00-22:00 · （8月9日因播出国庆日特备电影，暂停播映一次） | 新加坡 新傳媒8頻道 星期一至五 21:00-22:00 · （8月9日因播出国庆日特备电影，暂停播映一次） |
| ---------------------------------------------------------------------------------------- | ---------------------------------------------------------------------------------------- | ---------------------------------------------------------------------------------------- |
|                                                                                          | 很久以后的未来 (2021年8月2日—2021年8月18日）                                             |                                                                                          |
| 臥虎藏鬼 （2021年7月5日—2021年7月30日）                                                  | 关键证人 （2021年8月19日—2021年9月15日）                                                 |                                                                                          |
| 星期一至五 17:30 - 18:30（重播）                                                         |                                                                                          |                                                                                          |
| 卧虎藏鬼 (2022年5月9日—2022年6月3日）                                                    | 很久以後的未來 (2022年6月6日—2022年6月21日)                                              | 關鍵證人 （2022年6月22日—2022年7月19日）                                                 |
| 星期六至日 16:30 - 18:30（重播）                                                         |                                                                                          |                                                                                          |
| 卧虎藏鬼 (2023年11月11日 - 2023年12月17日) （第一集 17:30）                              | 很久以後的未来 (2023年12月17日 - 2024年1月7日) （第一集 17:30）                          | 关键证人 (2024年1月7日 - 2024年2月18日) （第一集 17:30）                                 |

| 马来西亚 Astro AEC HD 星期一至五 20:30 - 21:30 | 马来西亚 Astro AEC HD 星期一至五 20:30 - 21:30 | 马来西亚 Astro AEC HD 星期一至五 20:30 - 21:30 |
| ---------------------------------------------- | --- | ---------------------------------------------- |
|                                                | 很久以后的未来 （2021年10月8日—2021年10月25日） |                                                |
| 大大的梦想 （2021年9月15日—2021年10月7日）     | 看见看不见的你 （两集连播） （2021年10月26日—2021年11月3日）致2020的我们 （两集连播） （2021年11月3日—2021年11月11日）新登场：爱在一百米 （2021年11月12日）新登场：咖啡的偶遇 （2021年11月12日）拿手好戏 （2021年11月15日）游乐场 （两集连播） （2021年11月16日—2021年11月18日）新登场2：姐妹 （2021年11月18日）分裂 （2021年11月19日—2021年11月22日）人心鑒定师 （2021年11月23日—2021年12月20日） |                                                |

| 澳門 澳視澳門台 星期一至四 20:01-20:50 | 澳門 澳視澳門台 星期一至四 20:01-20:50         | 澳門 澳視澳門台 星期一至四 20:01-20:50 |
| -------------------------------------- | ---------------------------------------------- | -------------------------------------- |
|                                        | 很久以后的未来 (2024年11月4日—2021年11月21日） |                                        |
| —                                      | —                                              |                                        |